# Oleje odpadowe
Oleje odpadowe, oleje zużyte lub oleje przepracowane, Olejami tymi nazywa się „...wszelkie, oparte na składnikach mineralnych, oleje smarownicze lub
przemysłowe, które są już niezdatne do wykorzystania zgodnie z pierwotnym przeznaczeniem, w szczególności oleje do silników spalinowych i skrzyni
biegów, a także mineralne oleje smarownicze, oleje do turbin i olei hydraulicznych...."
Do olejów odpadowych zalicza się zarówno te produkty olejowe, które były eksploatowane w różnego typu urządzeniach, jak i te, które nie były używane, a zmiana ich pierwotnych właściwości ma związek z nieprawidłowym magazynowaniem, transportem lub procesem starzenia.

## Skład chemiczny
Skład chemiczny oleju odpadowego zależy od rodzaju zużytych olejów, źródła pochodzenia poszczególnych składników olejów bazowych, przemian fizykochemicznych, jakim one ulegały w czasie eksploatacji, oraz od możliwych zanieczyszczeń podczas zbiórki i magazynowania olejów zużytych. Całkowitą ilość zanieczyszczeń i domieszek w oleju przepracowanym szacuje się na 20 – 30% mas. Składają się na nie:
- woda – do 10% mas.,
- niespalone paliwo – do 10% mas.,
- produkty zużycia mechanicznego, sole i tlenki metali do 0,5% mas.

## Transportiprzemysł
Transport i przemysł zużywają duże ilości olejów smarowych, które po procesie eksploatacji stają się olejami odpadowymi. Oleje te zalicza się w wielu krajach, w tym również w Polsce do odpadów niebezpiecznych. Na polski rynek trafia co roku 200 – 300 tys. ton olejów świeżych, z czego część, określona jako potencjał zbiórki, powinna być selektywnie zebrana i poddana regeneracji. Niezależnie od skażenia środowiska nowymi środkami smarowymi i technologicznymi ocenia się, że w Polsce rocznie przedostaje się do środowiska ponad 90 tys. ton olejów przepracowanych. Jest to odpad masowy, mało podatny na biodegradację. Konieczność zbiórki i zagospodarowania olejów przepracowanych jest w pełni uzasadniona potencjalnym zagrożeniem gleby, atmosfery i wód gruntowych, gdyż w przeciwnym wypadku oleje te mogą przedostać się do środowiska. Szacuje się, że 1 kg oleju przepracowanego może spowodować niezdatność do użycia nawet 5 mln litrów wody pitnej, a niewłaściwie spalonego – emisję tlenków metali ciężkich, dioksyn i furanów. Oleje przepracowane mogą jednak stanowić również surowiec alternatywny, cenny z ekonomicznego punktu widzenia. 

## Oleje odpadowe w prawie
Ustawa z dnia 14 grudnia 2012 r. o odpadach (Dz.U. z 2023 r. poz. 1587) w art. 3 ust. 1 pkt 16 definiuje oleje odpadowe jako wszelkie mineralne lub syntetyczne oleje smarowe lub przemysłowe, które  przestały się nadawać do użytku, do jakiego były  pierwotnie przeznaczone, w szczególności zużyte oleje z silników spalinowych i oleje przekładniowe, oleje smarowe, oleje turbinowe oraz oleje hydrauliczne. Oleje te podlegają procesowi odzysku i regeneracji.